# Паул Ландерс
Паул Ландерс (на немски: Paul Landers) е германски музикант, ритъм китарист на групата Rammstein.

## Биография
Паул е роден в Берлин с рождено име Хейко Паул Херши (Heiko Paul Hiersche), което той не харесва. Няма братя или сестри. Майка му се жени повторно, но Паул не се разбира с пастрока си. Известно време живее с Флаке. Паул е разведен. Има син на име Емил, който е роден през 1990 г.
Когато е бил дете е посещава уроци по цигулка, китара и пиано. Работи като огняр в библиотека. Слуша Pantera, Metallica, Sex Pistols. Има много добро чувство за хумор и обича да се смее. По време на концерта Live aus Berlin Паул е настинал и е бил с висока температура по време на антракта дори повръщал и уплашил останалите от групата. Често обича да се забавлява с пиротехника и дори е плащал глоби.